# Joanna Werners

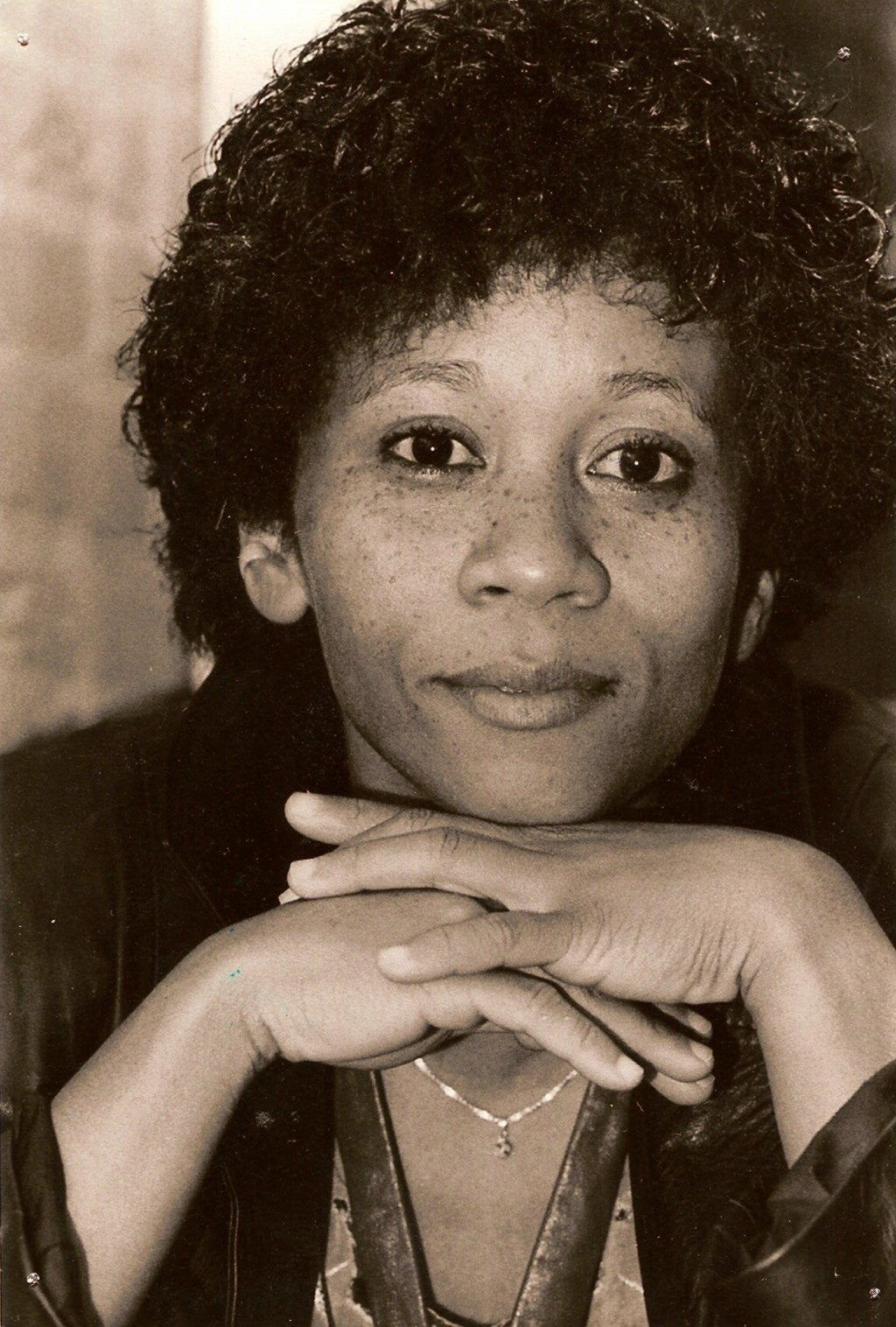
Joanna Werners en 1987.

Joanna Werners (Paramaribo, 25 de diciembre de 1953) es una escritora neerlandesa nativa de Surinam. 

## Biografía
Joanna asistió a la Escuela Secundaria General (AMS) en Paramaribo y llegó a los Países Bajos a los 18 años de edad. Trabaja como profesora de educación física y temas económicos. Es principalmente poeta, pero debutó en 1987 con la novela autobiográfica Droomhuid, donde describe la historia de una mujer que se debate entre su amor por un negro y una mujer blanca con conciencia y compromiso. Esta novela es la primera de la literatura lésbica-feminista en la historia de Surinam. 
Después de su debut le siguieron las novelas Vriendinnenvrouwen (1994), Amba, vrouw van het Surinaamse erf (1996), Zuigend moeras (1990) y Schaamteloze warmte (2002), todas sobre mujeres negras, su emancipación social y psicológica y el lesbianismo. A finales de 2007 aparecieron su recopilación de poesías Sluimerende schaduwen en la serie de poesía La Brújula .